# Pandiaka
Pandiaka es un género de  fanerógamas  pertenecientes a la familia Amaranthaceae.  Comprende 37 especies descritas y de estas, solo 8 aceptadas.

## Taxonomía
El género fue descrito por Benth. et Hook.f. y publicado en Genera Plantarum 3: 35. 1880.

## Especies aceptadas
A continuación se brinda un listado de las especies del género Pandiaka aceptadas hasta octubre de 2011, ordenadas alfabéticamente. Para cada una se indica el nombre binomial seguido del autor, abreviado según las convenciones y usos.
- Pandiaka angustifolia (Vahl) Hepper
- Pandiaka carsonii C.B. Clarke
- Pandiaka confusa C.C.Towns.
- Pandiaka involucrata (Moq.) B.D.Jacks.
- Pandiaka porphyrargyrea Suess. & Overkott
- Pandiaka ramulosa Hiern
- Pandiaka rubrolutea (Lopr.) C.C.Towns.
- Pandiaka welwitschii (Schinz) Hiern